# Sigmond Júlia
Sigmond Júlia (Torda, 1929. július 11. – Piacenza, Olaszország, 2020. március 23.) kolozsvári magyar bábszínész, eszperantista. Sigmond István testvére.

## Életpályája
1949-ben a kolozsvári Állami Leánygimnáziumban, a volt Református Leánygimnáziumban (jelenleg Apáczai Csere János Elméleti Líceum) érettségizett. 1950-től tisztviselő és munkás.
1959–1984 között a kolozsvári bábszínházban bábszínész és pantomimes.
1956-tól eszperantista. A nemzetközi eszperantó kongresszusok irodalmi versenyén többször díjazták. Eszperantó lapok munkatársa: a Bazaro című lap főszerkesztője, a Monato című lap rendszeres közreműködője volt. Több könyve és novellája jelent meg eszperantó nyelven. 
A Mi ne estas Mona Lisa című írása 2000-ben első díjat nyert próza kategóriában, Tel-Avivban, a 85. Eszperantó Világkongresszus alkalmából megrendezett Szépművészeti Versenyen (Belartaj Konkursoj de UEA).
Segédkezett az Unitárius Nők Lapjának szerkesztésében. Nyolcvan évesen férjhez ment Filippo Franceschi olasz eszperantistához (írói álneve Sen Rodin), és attól kezdve haláláig Olaszországban élt.

## Könyvei
- Mi ne estas Mona Lisa (Én nem vagyok Mona Lisa), 2001
- Kiam mi estis la plej feliĉa en la vivo (Mikor voltam életemben a legboldogabb), 2008
- Dialogo; Exit, Kolozsvár, 2012[8]
- Dialogo; 2. jav. kiad.; Exit, Cluj-Napoca, 2013
- Sigmond Júlia–Sen Rodin: A libzár és a föld. Négykezes szonáta két hangnemben; ford. Vizi László, Horváth József; Exit, Kolozsvár, 2016
- Pistike mesék; Exit, Kolozsvár, 2017
- Dankon; Exit, Kolozsvár, 2018